# نینز علیا
ننیز علیا، روستایی از توابع بخش مرکزی شهرستان رابر در استان کرمان ایران است.

## جمعیت
این روستا در دهستان سیه بنوئیه قرار دارد و براساس سرشماری مرکز آمار ایران در سال ۱۳۸۵، جمعیت آن ۷۷۸ نفر (۱۹۵خانوار) بوده‌است.این روستا یکی از دیدنی‌ترین مکان‌های دیدنی در استان کرمان است از جمله این دیدنی‌ها می‌توان به سد خاکی در این روستا نام برد که همه ساله در فصل بهار تصاویری بکر و دیدنی را رقم می زند.
ننیز روستایی است که سوغات اصلی آن را گردو تشکیل می دهد و مملو از درختان گردو است. این روستا در 3 کیلومتری شمال شهر رابر واقع شده است.